# Lasiogaster
Lasiogaster is een kevergeslacht uit de familie van de boktorren (Cerambycidae). De wetenschappelijke naam van het geslacht werd voor het eerst geldig gepubliceerd in 1892 door Gahan.

## Soorten
Lasiogaster is monotypisch en omvat slechts de volgende soort:
- Lasiogaster costipennis Gahan, 1892